# Chun Jung-myung
Đây là một tên người Triều Tiên, họ là Chun.
Chun Jung-myung (sinh ngày 29 tháng 11 năm 1980) là một nam diễn viên người Hàn Quốc.
Ngày 23 tháng 10  năm 2019, Chun Jung-myung đảm nhận vai trò Cảnh sát danh dự của Cơ quan Cảnh sát Quốc gia. Ngoài Ma Dong-seok, hai nghệ sĩ khác là IU và Ma Dong-seok cũng vinh dự nhận được chức vụ nói trên. Theo phát biểu của đại diện Cơ quan Cảnh sát Quốc gia, ba nghệ sĩ vừa nhậm chức không chỉ đóng vai trò quảng bá cho đơn vị mà còn tham gia vào các hoạt động tuyên truyền nhận thức về các vấn đề khác nhau.

## Phim ảnh

### Điện ảnh
- Life Risking Romance (2016)
- Queen of the Night (2013)
- Hindsight (2011)
- Hansel and Gretel (2007)
- Les Formidables (2006)
- The Aggressives (2005)
- Twentidentity (2004)
- Dance Begins (2003)
- R U Ready? (2002)

### Truyền hình
- Master - God of Noodles (2016)
- Heart to Heart (2015)
- Reset (2014)
- Glory Jane (2011)
- The Duo (2011)
- Cinderella's Sister (2010)
- What's Up Fox (2006)
- Goodbye Solo (2006)
- Fashion 70's (2005)
- I Love H, He, Li... (2004)
- Beijing, My Love (2004)
- Honest Living (2002)
- Bad Girls (2002)
- Han-ip's Woman (2002)
- Third Coincidence (2001)
- Pure Flower Cafe (2001)
- New Nonstop (2001)
- Echo (2000)
- School 2 (1999)